# 司徒静仪
司徒靜儀（英語： FAAAS），美國籍华裔地理、城市化及土地变化学家，耶鲁大学弗雷德里克·C·希克森地理与城市化学教授，城市化、可持续发展及卫星遥感领域专家。其为政府間氣候變化專門委員會第五次評估報告第三工作组及第六次評估報告第二工作组（气候变化影响、调适与脆弱性）联合组长，2014年至2020年间担任科学期刊《全球环境变化》总编辑，同时也是美国国家科学院院士、康涅狄格科学与工程学院院士、美国文理科学院院士、美国外交关系协会会士、美國科學促進會会士、中国科学院外籍院士。

## 早年经历
司徒靜儀生于香港，年少时移民美国，高中就读于波莫纳天主教高中，大学就读于加利福尼亞大學聖巴巴拉分校，获得政治学学士学位。她之后升读波士頓大學，取得国际关系、资源与环境管理联合硕士学位，其后获得地理学博士学位，师从罗伯特·K·考夫曼和柯蒂斯·E·伍德库克。其博士论文研究中国珠江三角洲城市用地扩展及其对农地的影响，通过结合社会经济学数据及卫星图像的手段，利用時間序列的分析方法来研究当地城市化发展。研究显示1988年至1996年间，当地的城市化率增加到300%以上，其中大多数是在农业用地的基础上转化。

## 科研履历
2000年，司徒靜儀获得美国国家航空航天局地球科学新科研究员计划奖（New Investigator Program in Earth Science Award），2004年获美国国家科学基金会教职人员早期职业发展奖。同样在2000年，司徒靜儀获斯坦福大学任命为教职员，兼任国际问题研究所（Institute for International Studies）及伍兹环境研究所研究员。在此期间，司徒靜儀对人类对土地的转换进行研究，深入了解城市化的各个阶段，探索土地使用变化对环境产生的影响。其早期研究以中国及越南为研究对象，探讨了经济发展、城市与土地使用之间的关系。研究过程中，她利用卫星遥感图像加实地考察的方式来记录土地利用与空间结构。2002年至2008年间，她率领國際自然保護聯盟生态系统管理委员会（Commission on Ecosystem Management）生态系统管理工具（Ecosystem Management Tools）小组，2005年至2016年担任城市化与全球环境变化国际项目（International Project on Urbanisation and Global Environmental Change）联合主席。2008年，她加入耶鲁大学林业与环境研究学院，担任教职员。
2014年，她获任命耶鲁大学林业与环境研究学院副研究院长兼博士研究主任。她也是两份联合国其后报告的协调主要作者，担任政府間氣候變化專門委員會第五次評估報告（2014年）第三工作组及第六次評估報告（2022年）第二工作组（气候变化影响、调适与脆弱性）联合组长。2015年尼泊尔发生的严重地震让司徒靜儀受到启发，开始调查持续进行的城市化发展如何影响当地的抗灾防灾能力。她还率领了美国国家航空航天局一个计划，研究城市增长、脆弱性与自然灾害之间的联系。她也研究城市化与粮食系统之间的“隐藏联系”。她认为全球城市化发展会消灭大量的农业用地，预测到2030年会有相当于新泽西州面积的农地消失。她也利用卫星图像与人口普查数据来研究印度的城市化情况。其所采用的卫星图像来源于國防氣象衛星計劃实用行扫描系统（Operational Linescan System）夜间照明图像、可视红外成像辐射计套件及陸地衛星計畫。
司徒靜儀将《美国国家科学院院刊》关于城市化与可持续发展的论文集结成特刊，从中调查大规模城市化的影响。她将入选论文分为三大主题：城市化的可持续发展是多维度的、专为某一方面（公共卫生、生物多样性）设计的解决方案可能不会产生积极影响、城市化可能难以观察，需要尽快开发定量方法来评估社会和生态过程。她呼吁采用统筹方法来实现全球可持续发展，反对单独行动。其中，她证明适当的城市规划与有效的交通政策可以将全球各城市的能源使用量减少25%，这其中可能需要开发进程更为“紧凑”，以及推出提升能源效率技术。她认为各发展中国家的城市有设计普及短途出行政策的潜力，相关政策一旦实施，能减少86%的能源使用。2018年，她与耶鲁大学同事伊莱·费尼切尔（Eli Fenichel）共同获得未来资源奖，以表彰两人估计卫星数据产品在测量及绘制喜马拉雅山脉地区城市化地图的价值。
司徒靜儀是国立台北大学及哥本哈根大学访问学者。她在纪录片《铁锹万把：中国快速的城市发展》（10,000 Shovels: Rapid Urban Growth in China）中担任执行制片人，该片利用大量图像数据来记录中国发展迅速的城市化。

## 部分著作

### 专著
- Elmqvist, Thomas; Fragkias, Michail; Goodness, Julie; Güneralp, Burak; J. Marcotullio, Peter; I. McDonald, Robert; Parnell, Susan; Schewenius, Maria; Sendstad, Marte; C. Seto, Karen; Wilkinson, Cathy. . Dordrecht: Springer. 2013  [2023-11-23]. ISBN 978-94-007-7088-1. OCLC 859593418.
- Seto, Karen C.; Reenberg, Anette. . Cambridge, Massachusetts: The MIT Press. 2014. ISBN 978-0-262-32212-6. OCLC 874966965.
- Seto, Karen C.; Solecki, William; Griffith, Corrie. . London: Routledge, Taylor & Francis Group. 2016. ISBN 978-1-315-84925-6. OCLC 958100021.
- Seto, Karen C.; Reba, Meredith; D. Sullivan, Kathryn. . New Haven: Yale University Press. 2018. ISBN 978-0-300-24108-2. OCLC 1050870965.

### 论文
- Liu, Jianguo; Mooney, Harold; Hull, Vanessa; Davis, Steven J.; Gaskell, Joanne; Hertel, Thomas; Lubchenco, Jane; Seto, Karen C.; Gleick, Peter; Kremen, Claire; Li, Shuxin. . Science. 2015-02-27, 347 (6225). ISSN 0036-8075. doi:10.1126/science.1258832.
- Seto, Karen C.; Güneralp, Burak; Hutyra, Lucy R. . Proceedings of the National Academy of Sciences. 2012-10-02, 109 (40): 16083–16088. ISSN 0027-8424. PMC 3479537 . PMID 22988086. doi:10.1073/pnas.1211658109.
- Seto, Karen C.; Fragkias, Michail; Güneralp, Burak; Reilly, Michael K. . PLoS ONE. 2011-08-18, 6 (8): e23777. ISSN 1932-6203. PMC 3158103 . PMID 21876770. doi:10.1371/journal.pone.0023777.
- Song, Conghe; Woodcock, Curtis E.; Seto, Karen C.; Lenney, Mary Pax; Macomber, Scott A. . Remote Sensing of Environment. 2001-02, 75 (2): 230–244. ISSN 0034-4257. doi:10.1016/S0034-4257(00)00169-3.

## 影视作品
- 《铁锹万把：中国快速的城市发展》[27]

## 奖项和荣誉
- 2009年：奥尔多·利奥波德领导力奖（Aldo Leopold Leadership Fellow）[28]
- 2014年：耶鲁大学林业与环境研究学院（英语：Yale School of Forestry and Environmental Studies）杰出教学与建议教职员奖（Faculty Award for Outstanding Teaching and Advising）
- 2017年：美国国家科学院院士[29][30]
- 2017年：美国地理学家协会全球变化的人文维度研究卓越奖（Human Dimensions of Global Change Research Excellence Award）[23]
- 2017年：美國科學促進會会士[31]
- 2017年：美国生态学会（英语：Ecological Society of America）可持续发展学奖（Sustainability Science Award）[23]
- 2018年：康涅狄格科学与工程学院（英语：Connecticut Academy of Science and Engineering）院士[32]
- 2018年：入选科睿唯安高引用量研究员名单（Highly Cited Researchers List）[33]
- 2019年：美国地理学家协会遥感研究杰出贡献奖（Outstanding Contributions to Remote Sensing Research Award）[34]
- 2019年：入选科睿唯安高引用量研究员名单[35]
- 2020年：入选科睿唯安高引用量研究员名单[36]
- 2021年：入选科睿唯安高引用量研究员名单[37]
- 2022年：美国文理科学院院士[38]
- 2022年：美国地理学会亚历山大·梅拉米德与伊尔莎·梅拉米德奖章（英语：Alexander & Ilse Melamid Medal）[39]
- 2023年：美国外交关系协会终身会士[40]
- 2023年：中国科学院外籍院士[41][註 1]